# Departament de San Pedro (Misiones)
San Pedro és un dels disset departaments en els quals es divideix la província de Misiones, a l'Argentina, situat al nord-est d'aquesta província.
Limita amb els departaments de General Manuel Belgrano, Eldorado, Guaraní, Montecarlo i la República Federativa de Brasil.
El departament té 3.426 km², equivalent a 11,53 % del total de la província.
La seva població és de 23.736 hab. (cens 2001 INDEC).
Segons estimacions de l'INDEC l'any 2005 tenia 26.720 habitants.

## Construcció premiada

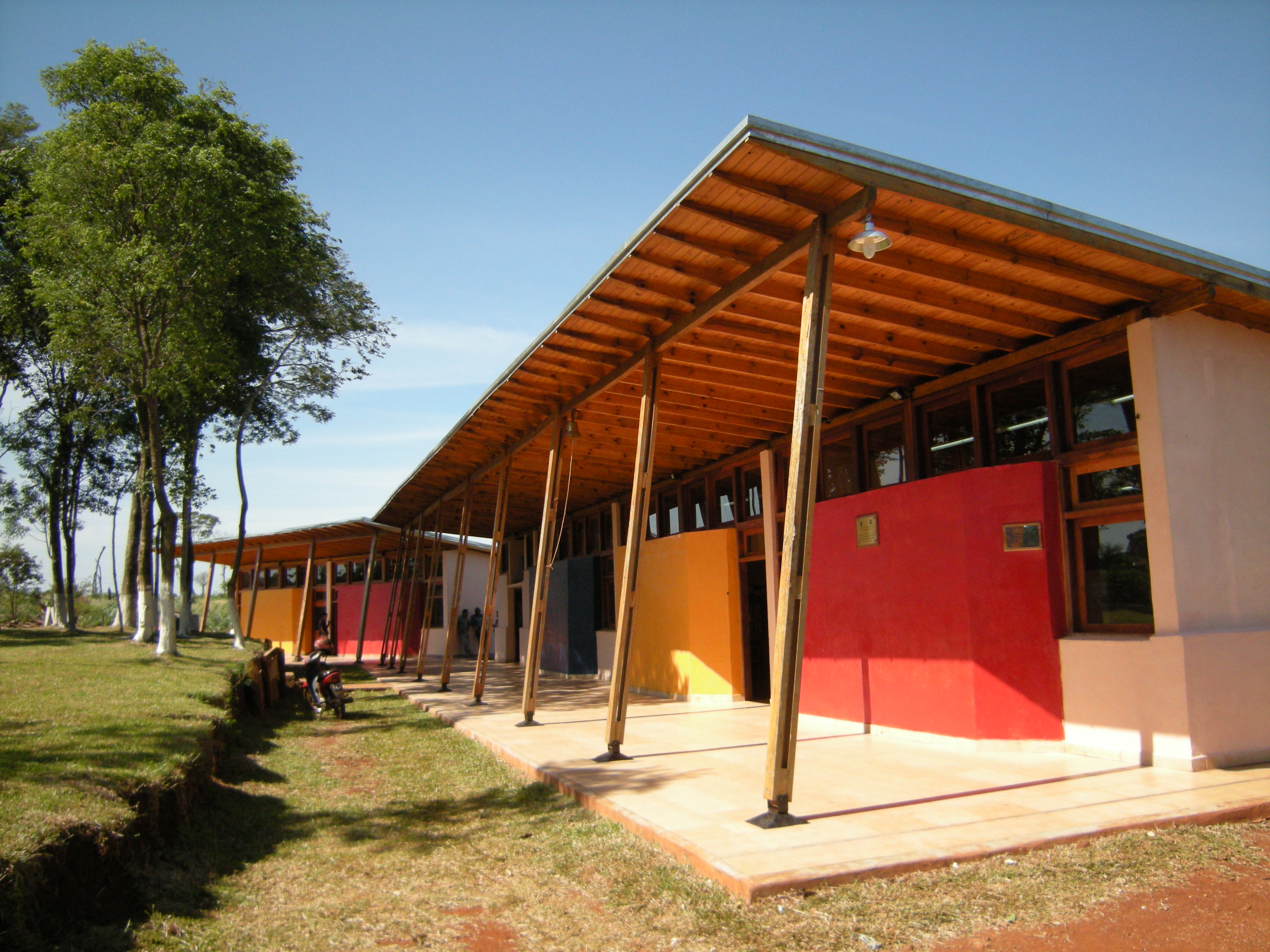
Escola rural San Juan Bosco

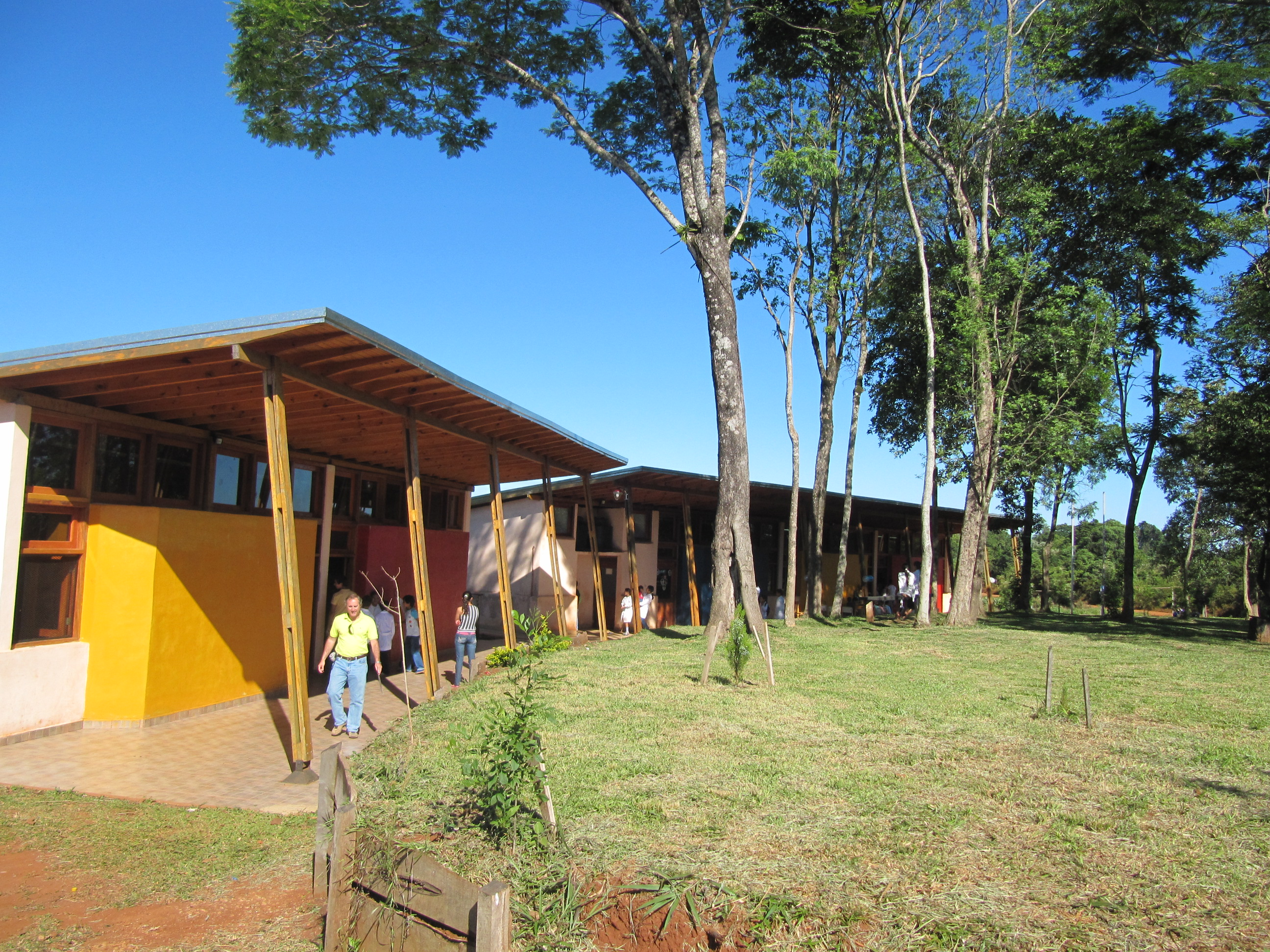
Un exemple d'arquitectura sostenible.

Al departament s'hi troba l'Escola rural Núm. 892, “San Juan Bosco”, sobre la Ruta Provincial Núm. 16, pertanyent a la Colònia homònima, la construcció de la qual li va merèixer, el 2010, a l'arquitecte Pablo Lavaselli, el XIII Premi SCA-CPAU d'Arquitectura 2010 Edició del Bicentenari de la Societat Central d'Arquitectes i el Consell Professional d'Arquitectura i Urbanisme de Buenos Aires, i el Premi Weber a la Millor Obra d'Arquitectura Sostenible 2010.